# Municipio de Ionia (Kansas)
El municipio de Ionia (en inglés: Ionia Township) es un municipio ubicado en el condado de Jewell en el estado estadounidense de Kansas. En el año 2010 tenía una población de 81 habitantes y una densidad poblacional de 0,79 personas por km².

## Geografía
El municipio de Ionia se encuentra ubicado en las coordenadas 39°41′28″N 98°20′7″O / 39.69111, -98.33528. Según la Oficina del Censo de los Estados Unidos, el municipio tiene una superficie total de 102.22 km², de la cual 102,11 km² corresponden a tierra firme y (0,11 %) 0,11 km² es agua.

## Demografía
Según el censo de 2010, había 81 personas residiendo en el municipio de Ionia. La densidad de población era de 0,79 hab./km². De los 81 habitantes, el municipio de Ionia estaba compuesto por el 100 % blancos. Del total de la población el 6,17 % eran hispanos o latinos de cualquier raza.